# ألويس سوكول
ألويس سوكول (1914 – 1991) هو مبارز بالسيف تشيكوسلوفاكي راحل، مثّل بلاده في الألعاب الأولمبية الصيفية 1948.

## روابط خارجية
ألويس سوكول على موقع اللجنة الأولمبية الدولية (الإنجليزية)
- ألويس سوكول على موقع أوليمبيديا (الإنجليزية)
- ألويس سوكول على موقع اللجنة الأولمبية التشيكية (التشيكية)